# Buis-les-Baronnies
Buis-les-Baronnies là một xã thuộc tỉnh Drôme trong vùng Rhône-Alpes đông nam nước Pháp. Xã Buis-les-Baronnies nằm ở khu vực có độ cao từ 370-319 mét trên mực nước biển.
Buis-les-Baronnies nằm ở hữu ngạn sông Ouvèze.
- Baronnies